# Rhysium spilotum
Rhysium spilotum är en skalbaggsart som beskrevs av Martins och Maria Helena M. Galileo 2007. Rhysium spilotum ingår i släktet Rhysium och familjen långhorningar. Inga underarter finns listade i Catalogue of Life.